# Hexaplax megalops
Hexaplax megalops is een krabbensoort uit de familie van de Hexapodidae. De wetenschappelijke naam van de soort is voor het eerst geldig gepubliceerd in 1904 door Doflein.